# Kleiner Klee-Spitzmausrüssler
Der Kleine Klee-Spitzmausrüssler (Protapion nigritarse) ist ein Käfer aus der Familie der Brentidae, Unterfamilie Apioninae, die in die Verwandtschaft der Rüsselkäfer gehört. Das lateinische Art-Epitheton bedeutet „schwarzzehig“.

## Merkmale
Die Käfer sind zwischen 1,6 und 1,9 Millimeter lang. Die Käfer besitzen eine schwarz glänzende Grundfarbe. Über die kurzovalen Flügeldecken verlaufen deutliche Punktreihen. Die kurzovale Fühlerkeule ist scharf abgesetzt. Die Fühlergeißel ist bis auf die beiden letzten Glieder gelb gefärbt. Die Hinterhüften sowie häufig das erste Tarsenglied sind ebenfalls gelb. Bei den Männchen ist die vordere Hälfte des Rüssels (Rostrum) gelb gefärbt, während der Rüssel der Weibchen vollständig schwarz ist. Der Halsschild ist fein und dicht punktiert.

## Verbreitung
Protapion nigritarse ist in der Paläarktis weit verbreitet. Die Art kommt in Europa fast überall vor. Das Vorkommen reicht im Süden bis nach Nordafrika und in den Nahen Osten. In Mitteleuropa ist sie weniger häufig als die verwandte Art Protapion fulvipes.

## Lebensweise
Die Käfer beobachtet man von April bis Oktober. Die Larven entwickeln sich in den Blütenköpfen von Feld-Klee (Trifolium campestre), Faden-Klee (Trifolium dubium) und Gold-Klee (Trifolium aureum).

## Gefährdung
Die Art gilt in Deutschland als ungefährdet.